# Nyctemera fuscipennis
Nyctemera fuscipennis là một loài bướm đêm thuộc phân họ Arctiinae, họ Erebidae.